# Olly Meets the Good Fellas
Olly Meets The Good Fellas è un album che nasce dalla collaborazione tra Olly ed il gruppo swing The Good Fellas.

## Tracce
1. No One Knows (cover dell'omonima canzone dei Queens of the Stone Age) – 4:17
2. Secret Agent Man (cover dell'omonima canzone di Johnny Rivers) – 2:24
3. Beautiful People (cover dell'omonima canzone di Marilyn Manson) – 3:30
4. Triste Sera (cover dell'omonima canzone di Luigi Tenco) – 2:12
5. Whose Side Are You On? (cover dell'omonima canzone di Matt Bianco) – 4:34
6. No Worries (cover dell'omonima canzone di Hepcat) – 3:47
7. Vedrai, Vedrai (cover dell'omonima canzone di Luigi Tenco) – 3:49
8. Too Darn Hot (cover dell'omonima canzone di Ella Fitzgerald) – 3:45
9. Un Bimbo Sul Leone (cover dell'omonima canzone di Adriano Celentano) – 3:42
10. That Mellow Saxophone (cover di (Everytime I Hear) That Mellow Saxophone di Roy Montrell) – 2:18
11. Cara Maestra (cover dell'omonima canzone di Luigi Tenco) – 3:16
12. Do You Remember Rock 'n' Roll Radio? (cover dell'omonima canzone dei Ramones) – 3:38